# مزرعه حاجی بابا راستگو
مزرعه حاجی بابا راستگو یک منطقهٔ مسکونی در ایران است که در دهستان ایزدخواست غربی واقع شده‌است.